# Vimseltinib
Vimseltinib ist ein Arzneistoff aus der Gruppe der Antineoplastika. Unter dem Namen Romvimza (Hersteller: Deciphera Pharmaceuticals) wurde er im Februar 2025 in den USA zugelassen zur oralen Behandlung des symptomatischen tenosynovialen Riesenzelltumors (tenosynovial giant cell tumor, TGCT), einer seltenen Erkrankung der Schleimhaut in Gelenken oder Sehnenscheiden.

## Eigenschaften
Vimseltinib ist eine schwache Base. Pharmazeutisch wird der Wirkstoff als Vimseltinib-Dihydrat eingesetzt, einem weißen bis off-weißen kristallinen Pulver, das sehr schwer wasserlöslich ist.
Vimseltinib ist ein Kinaseinhibitor, der den Rezeptor für den koloniestimulierenden Faktor 1 (CSF1R) hemmt. In vitro hemmte Vimseltinib die Autophosphorylierung des CSF1R, die durch die CSF1-Ligandenbindung induzierte Signalübertragung und die Proliferation von Zellen, die CSF1R exprimieren.

## Medizinische Verwendung
Das zugelassenen Anwendungsgebiet umfasst die Behandlung von Erwachsenen mit symptomatischen tenosynovialen Riesenzelltumoren, bei denen eine chirurgische Resektion möglicherweise die Funktionseinschränkung verschlimmern oder zu schwerer Morbidität führen würde.

## Klinische Prüfung
Die Zulassung basiert auf den Ergebnissen der doppelblinden, multizentrischen, randomisierten, placebokontrollierten Studie MOTION. Nach der 25-wöchigen Doppelblind-Phase konnten die Patienten die Behandlung mit Vimseltinib fortsetzen und die Patienten, die Placebo erhielten, auf Vimseltinib umsteigen. Die Randomisierung wurde nach Tumorlokalisation (untere Extremität versus andere Stelle) und Region (USA versus Nicht-USA) stratifiziert. Das wichtigste Maß für die Wirksamkeit war die Gesamtansprechrate (overall response rate, ORR) nach 25 Wochen, die radiologisch unter Anwendung der „Kriterien zur Bewertung des Ansprechens bei soliden Tumoren“ (RECIST) erhoben wurde. Sie betrug 40 % im Vimseltinib-Arm gegenüber 0 % im Placebo-Arm. Die mediane Ansprechdauer (median duration of response, DOR) wurde im Vimseltinib-Arm nach 25 Wochen nicht erreicht. Basierend auf einer zusätzlichen Nachbeobachtungszeit von sechs Monaten hatten 85 % der Responder eine DOR von mindestens sechs und 58 % eine DOR von mindestens neun Monaten. Der primäre Endpunkt wurde durch statistisch signifikante Verbesserungen des aktiven Bewegungsumfangs und der von Patienten berichteten körperlichen Funktionsfähigkeit und Schmerzen unterstützt, die in Woche 25 beobachtet wurden.

## Nebenwirkungen
Als häufigste unerwünschte Wirkungen wurden erhöhte Leberwerte (ASAT, ALAT), periorbitales Ödem, Müdigkeit, Hautausschlag, erhöhter Cholesterinspiegel, periphere Ödeme, Gesichtsödeme, verminderte Neutrophile, verminderte Leukozyten und Juckreiz beobachtet.

## Sonstiges
In Deutschland ist die Therapie mit Vimseltinib im Rahmen des Härtefallprogramms (bis Februar 2026) möglich.

## Handelsnamen
Romvimza (USA)